# Krzysztof Bojko
Krzysztof Zbigniew Bojko (ur. 21 maja 1963 w Czeladzi) – polski dyplomata i naukowiec. Ambasador w Jordanii (2009–2016) i w Mongolii (od 2019).

## Życiorys
W 1991 ukończył historię na Uniwersytecie Jagiellońskim. W 1999 na tej samej uczelni uzyskał stopień doktora nauk humanistycznych w dyscyplinie historii na podstawie pracy Polityka Księstwa Moskiewskiego czasów Iwana III wobec Europy Zachodniej 1462–1505 (promotorka: Danuta Quirini-Popławska). W 2007 został doktorem habilitowanym nauk politycznych na podstawie opracowania Państwo Izrael a aspiracje Palestyńczyków (1987–2006). Wykładowca m.in. UJ (2006–2016) i Akademii Sztuki Wojennej (od 2017).
W latach 1998–2000 i 2006–2009 pracował na różnych stanowiskach w Ministerstwie Spraw Zagranicznych, a w latach 2000–2005 był I sekretarzem w ambasadzie Polski w Tel Awiwie. Od maja 2009 do września 2016 był przedstawicielem dyplomatycznym Polski w Jordanii (do 2012 jako chargé d’affaires, a od 2012 jako ambasador). Następnie pracował w Departamencie Afryki i Bliskiego Wschodu MSZ. W 2019 otrzymał nominację na stanowisko ambasadora wizytującego RP w Mongolii. Listy uwierzytelniające złożył na ręce prezydenta Chaltmaagijn Battulga 28 maja 2019.
Zna język angielski i rosyjski oraz komunikatywnie niemiecki. Jest żonaty i ma troje dzieci.

## Publikacje
- Izrael a aspiracje Palestyńczyków 1987–2006, Warszawa: Polski Instytut Spraw Międzynarodowych, 2006.
- Wybrane aspekty polityki Izraela, Stanów Zjednoczonych i Unii Europejskiej wobec Palestyńskiej Władzy Narodowej: 2000–2007, Kraków: Księgarnia Akademicka, 2007.
- Stosunki dyplomatyczne Moskwy z Europą Zachodnią w czasach Iwana III, Kraków: Księgarnia Akademicka, 2010.
- Stosunki polsko-jordańskie, Amman: Ambasada RP: Jordan Press Foundation, 2015.